# Lampyrolycus hulstaerti
Lampyrolycus hulstaerti là một loài bọ cánh cứng trong họ Lycidae. Loài này được Burgeon miêu tả khoa học năm 1937.